# Impuesto sobre el valor de la tierra
Un impuesto sobre el valor de la tierra es un gravamen sobre el valor no mejorado de la tierra. A diferencia del impuesto a los bienes raíces (también conocidos como impuesto a bienes inmuebles o contribuciones territoriales), se ignoran el valor de los edificios, los bienes personales y otras mejoras. El impuesto sobre el valor de la tierra es generalmente favorecido por los economistas porque (a diferencia de otros impuestos) no causa ineficiencia económica y reduce la desigualdad.
El impuesto sobre el valor de la tierra ha sido llamado "el impuesto perfecto" y su eficiencia económica ha sido aceptada desde el siglo XVIII. Muchos economistas desde Adam Smith y David Ricardo han abogado por este impuesto, pero se asocia principalmente con Henry George. George argumentó que gravar el valor de la tierra es la fuente de ingresos públicos más lógica porque la oferta de tierra es fija y porque los valores de la tierra aumentan debido al progreso de la comunidad circundante y a las obras públicas.
Un impuesto sobre el valor de la tierra es un impuesto progresivo, ya que lo pagan en mayor proporción los propietarios de tierras más valiosas, que tienden a ser ricos. Dado que la cantidad de tierra es fija, la carga tributaria no se puede trasladar a los arrendatarios. 
Distintas variantes de la idea de un impuesto sobre del valor de la tierra se implementan actualmente en Dinamarca, Estonia, Lituania, Rusia, Singapur y Taiwán; también se utiliza en partes de Australia, México (Mexicali) y Estados Unidos (por ejemplo, Pensilvania).